# Кингсвил (Мисури)
Кингсвил (енгл. Kingsville) град је у америчкој савезној држави Мисури.

## Демографија
По попису из 2010. године број становника је 269, што је 12 (4,7%) становника више него 2000. године.
| Група             | 2000.       | 2010.       |
| Белци             | 246 (95,7%) | 253 (94,1%) |
| Афроамериканци    | 0 (0,0%)    | 2 (0,7%)    |
| Азијати           | 1 (0,4%)    | 0 (0,0%)    |
| Хиспаноамериканци | 0 (0,0%)    | 7 (2,6%)    |
| Укупно            | 257         | 269         |